# Frank Løke
Frank Løke, norveški rokometaš, * 6. februar 1980.
Leta 2010 je na evropskem rokometnem prvenstvu s norveško reprezentanco osvojil 7. mesto.